# Le Sart (Merville)
Le Sart is een gehucht in de Franse gemeente Meregem in het Noorderdepartement. Het ligt een tweetal kilometer ten westen van het centrum van Meregem, langs de weg naar Haverskerke. Ten zuiden van Le Sart loopt de gekanaliseerde Leie.

## Bezienswaardigheden
- De Eglise Notre-Dame Auxiliatrice